# Archidice
Archidice är ett släkte av skalbaggar. Archidice ingår i familjen långhorningar.
Kladogram enligt Catalogue of Life:
| Archidice | \| \| Archidice castelnaudi \| \| \| \| \| \| Archidice castelnaudii \| \| \| \| |
|           | \| \| Archidice castelnaudi \| \| \| \| \| \| Archidice castelnaudii \| \| \| \| |
|           | Archidice castelnaudi                                                            |
|           |                                                                                  |
|           | Archidice castelnaudii                                                           |
|           |                                                                                  |